# Орден Витязя
Орден Витязя (Рыцаря) (венг. Vitézi Rend) — высшая государственная награда Венгрии периода регентской монархии 1920—1944 годов. С 1953 имеет уникальный статус одновременно в качестве самоуправляемой исторической рыцарской институции и династической награды Венгерского Королевского Дома (Дома Габсбургов-Лотарингских).

## История ордена при монархии
Орден был учрежден 20 августа 1920 года главой государства, регентом адмиралом Миклошем Хорти.
Согласно статуту, награждение орденом (в действительности, — пожалование титула витязя) производилось за выдающиеся военные или государственные заслуги. Помимо знака ордена, награждённые получали наследственный дворянский титул витязя (рыцаря) и земельные угодья.
Знак ордена изготавливался из бронзового сплава и с лицевой стороны покрывался эмалью. Аверс — на голубом фоне изображён венгерский гербовой щит, обрамлённый с левой стороны зелёными дубовыми листьями, а с правой — золотыми колосьями. На реверсе прикреплены к металлической основе два широких плоских зубца. Вверху ставился серийный номер. Орден носили на мундире с левой стороны, на нагрудном кармане. К ордену полагалась миниатюра 22 мм для ношения на цивильном костюме.
Первая публичная церемония производства в витязи состоялось осенью 1920 года. Первым лицом, которого адмирал Хорти произвёл в витязи, стал эрцгерцог Йожеф Габсбург-Лотарингский. Титул витязя получили члены национального временного правительства, созданного сразу же после подавления венгерской революции и падения советской республики. Награждённые получили значительные земельные угодья на присоединённых территориях, с 1938 года на территории «земель Короны св. Иштвана» (нынешнее Закарпатье). Отныне к своим личным данным они добавляли титул «vitez». В Венгрии фамилия указывается перед родовым именем, а титул пишется с малой буквы, и предшествует фамилии, а не имени, а в случае наличия дворянского предиката перед ним, например, — vitéz nagybányai Horthy Miklós. Однако, на практике, это правило обязательно применялось только в официальных документах, а в иных случаях не всегда, и иногда встречается написание титула перед именем, а не фамилией. Титул является наследственным, и наследование происходит автоматически — старший сын в возрасте 17 лет также получает его.
Немалое число витязей — генералы и офицеры среднего звена. Известно, что к 1944 г. состоялось всего 24 638 прямых пожалований, а унаследовали титул 1375 человек. В 1944 году число витязей, вместе с теми, кто унаследовал титул, составляло 23 800 человек. Число поместий, дарованных вместе с титулом, составило 5 561 единицу, а общая площадь всех земель, фактически дарованных витязям, составляла лишь 88 000 гектаров. Земли на присоединённых территориях подлежали изъятию у прежних владельцев и передаче витязям. Но с каждым годом возможность новому витязю получить положенный с титулом земельный участок становилась все призрачнее, и к 1944 г. новопожалованные витязи фактически уже не получали земель, а лишь право на них в будущем.

## История ордена после падения монархии
После падения в Венгрии регентской монархии, Орден Витязя, с одобрения адмирала Миклоша Хорти, отошёл к венгерской (палатинской) линии Габсбург-Лотарингского дома в качестве рыцарской награды. В настоящее время главой Ордена Витязя является эрцгерцог Йожеф Арпад фон Габсбург-Лотарингский, внук первого витязя.
Статут ордена оставлен прежним, за исключением некоторых изменений:
- при даровании титула отменено дарование земельных владений;
- награждение производится за особые заслуги перед Венгрией и Габсбург-Лотарингским домом.

Члены Ордена Витязей подразделяются на две различные категории, действительную и почетную, на витязей (vitézek) и почетных витязей (tiszteletbeli tagjai или tiszteletbeli vitézek), что продолжает практику, принятую адмиралом Хорти. Получить титул витязя, как правило, может только этнический мадьяр, либо мадьярон. Они приносят присягу и носят наследуемый титул витязя (vitéz). После введения в действие изменений к Статуту, этот титул наследуется всеми детьми, как мужского, так и женского пола. Заслуженные иностранцы, не имеющие этнического отношения к венгерской нации, могут приниматься в Орден в качестве почётных членов. Они не обязаны приносить присягу, и носят титул почетного витязя (tiszteletbeli vitéz), который является не наследуемым, а пожизненным. Знак Ордена, как для витязей, так и для почетных витязей, идентичен. Формат грамот о пожаловании титула (vitézi oklevel) для витязей не был изменён, и остался таким же, как при регентстве, приближающийся к A2, а для почетных витязей был установлен формат грамот А4.

## Современное правовое положение ордена
Орден Витязя был учреждён главой государства, регентом Миклошем Хорти, декретом 6650/1920 M.E., и подтверждён конституционным актом Венгрии 1920:XXXVI После прихода к власти в Венгрии коммунистического режима была провозглашена Венгерская Республика, и дворянские титулы, включая титул витязя, в Венгерской Республике были запрещены частью IV Временного Конституционного Уложения Венгерской Республики (на котором базировалась Конституция Венгерской Республики 1949—2011 гг.).
С 1 января 2012 г. Парламентом был принят закон (проект от 25 апреля 2011 г.) о конституционном изменении государства — Основной Закон Венгрии. Венгерская Республика перестала существовать, государству возвращено историческое название — Венгрия, а Конституция 1949 и всё законодательство, принятое за период коммунистического режима, были провозглашены ничтожными (то есть их правовые последствия нуллифицированы). Новый Основной Закон Государства является консервативным. Он признал недействительной отмену исторических конституционных устоев Венгрии, произведенных оккупационным и коммунистическим режимом; он основан на исторических законах Королевства Венгрия, признал действие древней Доктрины Короны Святого Иштвана и государственность венгерского народа вне зависимости от места проживания венгерского этноса. Таким образом, отныне запретительная норма, принятая коммунистами в отношении дворянских титулов, в Законах Венгрии больше не содержится, а правовая сила законодательных актов дооккупационного периода восстановлена, и с 1 января 2011 года дворянские титулы Венгрии, включая титул витязя, снова стали официальными.
Штаб-квартира Ордена пребывает за границей, в Венгрии находится бюро Ордена.
В связи с участившимися случаями создания организаций (самозваных псевдо-орденов), созвучных по своему названию с Орденом Витязя, и маскирующихся под него, канцелярия Ордена Витязя была вынуждена обратиться в Международную Комиссию по изучению рыцарских орденов за разъяснением. 22 апреля 2004 года Международная Комиссия по изучению рыцарских орденов, постоянно действующий экспертный орган при Всемирном Конгрессе генеалогических и геральдических наук, издала декларацию, подтверждающую историческую преемственность и уникальность Ордена Витязя, и экспертное признание главенства в нём за палатинской линией Габсбург-Лотарингского Дома (Венгерского Королевского Дома), главой которой в настоящее время является эрцгерцог Йожеф Арпад Габсбург-Лотарингский, принц Венгрии.
Кроме того, было принято решение защитить право на использование названия ордена, его символики и атрибутики от посягательств самозванцев, что и было сделано 14 сентября 2010 года.

## Генерал-капитаны Ордена Витязя
- С 1920 по 1957 гг. регент, адмирал Миклош Хорти де Надьбанья (1868—1957)
- С 1957 по 1962 гг. генерал-фельдмаршал Йожеф Август, эрцгерцог Австрийский, принц Венгерский и Богемский (1872—1962)
- С 1962 по 1977 гг. генерал-полковник Ференц Фаркаш де Кишбарнак (1892—1980)
- С 1977 по 2017 гг. Йожеф Арпад Габсбург-Лотарингский, эрцгерцог Австрийский, принц Венгерский и Богемский (1933—2017)
- С 2017 г. Йожеф Карой, эрцгерцог Австрийский (р. 1960)